# Gorges (Loira Atlantica)
Gorges è un comune francese di 4 165 abitanti situato nel dipartimento della Loira Atlantica nella regione dei Paesi della Loira.

## Società

### Evoluzione demografica
Abitanti censiti

## Amministrazione

### Gemellaggi
- Alatri, dal 2003